# Cocleosàurids
Els cocleosàurids (Cochleosauridae) constitueixen una família extinta d'amfibis temnospòndils.